# Luigi Bartesaghi
Luigi Bartesaghi (14 de outubro de 1932 – 10 de novembro de 2022) foi um ex-ciclista canadense, natural da Itália.
Nos Jogos Olímpicos de 1960 em Roma, ele participou na prova de estrada, competindo individualmente representando o Canadá, mas não conseguiu terminar a prova.